# Tamar Mcheidse
Tamar Mcheidse (georgisch თამარ მხეიძე; * 22. Dezember 1915 in Kutaissi, Georgien; † 11. April 2007 in Tiflis) war eine georgische Arachnologin.

## Leben
Tamar Mcheidse wuchs in Kutaissi auf, studierte an der Staatlichen Universität Tiflis Zoologie. Bis 1990 arbeitete sie am dortigen Institut für Zoologie als Dozentin und auch noch nach ihrer Emeritierung als Arachnologin.
Tamar Mcheidse war mit dem georgischen Limnologen Lavrosi Kutubidse verheiratet.

## Leistungen
Mcheidse war die erste aus der Kaukasusregion stammende Arachnologin. Sie beschäftigte sich vorwiegend mit der Erforschung der Spinnenfauna ihres Heimatlandes Georgien und publizierte dazu über dreißig wissenschaftliche Arbeiten. Im Rahmen dieser Arbeiten beschrieb sie mehr als 40 Spinnen- und Weberknechtarten erstmals für die Wissenschaft.

## Werke
- Mkheidze, Tamara (1997): Die Spinnen Georgiens – Systematik, Ökologie, Zoogeografische Abhandlung. Verlag der Universität Tiflis. Tiflis, 392 S. [georgisch, mit russischer Zusammenfassung]